# ISO 14000
La serie de normas ISO 14000 es un conjunto de normas que cubre aspectos del ambiente, de productos y organizaciones, destacando la Norma ISO 14001, un estándar internacional de gestión ambiental publicado en 1996, tras el éxito de la serie de normas ISO 9000 para sistemas de gestión de la calidad.

## Descripción
La serie de normas ISO 14000 es un conjunto de normas internacionales publicadas por la Organización Internacional de Normalización (ISO), que incluye la Norma ISO 14001 que expresa cómo establecer un Sistema de Gestión Ambiental (SGA) efectivo. 
La norma ISO 14001 es aplicable a cualquier organización, de cualquier tamaño o sector, que bajo un supuesto de voluntariedad esté buscando reducir los impactos en el ambiente y cumplir con la legislación en materia ambiental.

## Historia
El surgimiento de la serie de normas ISO 14000 es consecuencia directa de la ronda de negociaciones del GATT en Uruguay y la cumbre de Río de Janeiro de las Naciones Unidas sobre el ambiente, que se realizaron en 1992.
Debido a la rápida aceptación de la Serie de Normas ISO 9000 y al surgimiento de una gran cantidad de normas ambientales alrededor del mundo, ISO reconoce la necesidad de crear estándares administrativos en el área ambiental. En 1991, se había creado el Grupo Estratégico de Consultas en el Ambiente (SAGE) y en 1992 debido a las recomendaciones de este grupo se crea el comité ISO/TC 207 quien agruparía representantes de la industria, organismos de normas, el gobierno y organismos ambientales.
Se debe tener presente que las normas estipuladas por ISO 14000 no fijan unas metas ambientales concretas para la prevención de la contaminación, ni tampoco se involucran en el desempeño ambiental a nivel mundial, sino que establecen herramientas y sistemas enfocados a los procesos de producción y de organización en el interior de una empresa u organización, contemplando los efectos o externalidades que de estos deriven al ambiente.
Cabe resaltar dos vertientes de la ISO 14000:
1. La certificación del Sistema de Gestión Ambiental, mediante el cual las empresas recibirán el certificado.
2. El Sello Ambiental, mediante el cual serán certificados los productos ("sello verde").

La ISO 14000 se basa en la antigua norma británica BS7750, que fue publicada oficialmente por la British Standards Institution (BSI) previa a la Reunión Mundial de la ONU sobre el Medio Ambiente (ECO 92).
La norma ISO 14001 es un conjunto de documentos de gestión ambiental que, una vez implantados, afectará todos los aspectos de la gestión de una organización en sus responsabilidades ambientales y ayudará a las organizaciones a tratar sistemáticamente asuntos ambientales, con el fin de mejorar el comportamiento ambiental y las oportunidades de beneficio económico. Los estándares son voluntarios, no tienen obligación legal y no establecen un conjunto de metas cuantitativas en cuanto a niveles de emisiones o métodos específicos de medir esas emisiones. Por el contrario, ISO 14000 se centra en la organización proveyendo un conjunto de estándares basados en procedimiento y unas pautas desde las que una empresa puede construir y mantener un sistema de gestión ambiental.
En este sentido, cualquier actividad empresarial que desee ser sostenible en todas sus esferas de acción, tiene que ser consciente que debe asumir de cara al futuro una actitud preventiva, que le permita reconocer la necesidad de integrar la variable ambiental en sus mecanismos de decisión empresarial.
La norma se compone de ocho elementos, los mismos que se relacionan a continuación con su respectivo número de identificación:
- Sistemas de Gestión Ambiental (14001 Especificaciones y directivas para su uso – 14004 Directivas generales sobre principios, sistemas y técnica de apoyo).
- Auditorías Ambientales (14010 Principios generales- 14011 Procedimientos de auditorías, Auditorías de Sistemas de Gestión Ambiental- 14012 Criterios para certificación de auditores)
- Evaluación del desempeño ambiental (14031 Lineamientos- 14032 Ejemplos de Evaluación de Desempeño Ambiental)
- Análisis del ciclo de vida (14040 Principios y marco general- 14041 Definición del objetivo y ámbito y análisis del inventario- 1404.

| Año  | Descripción |  |
| ---- | ----------- |  |
| 1996 | 1.ª edición |  |
| 2004 | 2.ª edición |  |
| 2015 | 3.ª edición |  |

## Beneficios

### Beneficios para las empresas
La adopción de las Normas internacionales facilita a los proveedores basar el desarrollo de sus productos en el contraste de amplios datos de mercado de sus sectores, permitiendo así a los industriales concurrir cada vez más libremente y con eficacia en muchos más mercados nacionales e internacionales .
Ahorro de costos: la ISO 14001 puede proporcionar un ahorro del costo a través de la reducción de residuos y un uso más eficiente de los recursos naturales tales como la electricidad, el agua y el gas. Organizaciones con certificaciones ISO 14001 están mejor situadas de cara a posibles multas y penas futuras por incumplimiento de la legislación ambiental, y a una reducción del seguro por la vía de demostrar una mejor gestión del riesgo.
Reputación: como conocimiento público de las normas, también puede significar una ventaja competitiva, creando más y mejores oportunidades comerciales.
Participación del personal: se mejora la comunicación interna y puede encontrar un equipo más motivado a través de las sugerencias de mejora ambiental.
Mejora continua: el proceso de evaluación regular asegura se puede supervisar y mejorar el funcionamiento medioambiental en las empresas.
Cumplimiento: la implantación ISO 14001 demuestra que las organizaciones cumplen con una serie de requisitos legales. Esto puede mitigar los riesgos de juicios.
Sistemas integrados: ISO 14001 se alinea con otras normas de sistemas de gestión como la ISO 9001 o la OHSAS 18001 de seguridad y salud laboral, que proporciona una más efectiva y eficiente gestión de sistemas en general.

### Beneficios para los gobiernos
Las Normas Internacionales proporcionan las bases tecnológicas y científicas que sostienen la salud, la legislación sobre seguridad y calidad medioambiental.

### Beneficios para los países en vía de desarrollo
Las Normas Internacionales constituyen una fuente importante del know-how tecnológico, definiendo las características que se esperan de los productos y servicios a ser colocados en los mercados de exportación, las Normas Internacionales dan así una base a estos países para tomar decisiones correctas al invertir con acierto sus escasos recursos y así evitar malgastarlos. Son beneficios.

### Beneficios para los consumidores
La conformidad de productos y servicios a las Normas Internacionales proporciona el aseguramiento de su calidad, seguridad y fiabilidad.

### Beneficios para cada uno
Las Normas Internacionales pueden contribuir a mejorar la calidad de vida en general asegurando que el transporte, la maquinaria, los productos e instrumentos que usamos estén sanos y seguros para el consumo humano.

### Beneficios para el planeta
Porque al existir Normas Internacionales sobre el aire, el agua y la calidad de suelo, así como sobre las emisiones de gases y la radiación, podemos contribuir al esfuerzo de conservar el ambiente.
La ISO desarrolla solo aquellas normas para las que hay una exigencia de mercado. El trabajo es realizado por expertos provenientes de los sectores industriales, técnicos y de negocios que han solicitado las normas y que posteriormente se proponen emplear. Estos expertos pueden unirse a otros con conocimientos relevantes, tales como: los representantes de agencias de gobierno, organizaciones de consumidores, las academias, los laboratorios de pruebas y en general expertos internacionales en sus propios campos.

## Serie de Normas
El objetivo de estas normas es facilitar a las empresas metodologías adecuadas para la implantación de un sistema de gestión ambiental, similares a las propuestas por la serie ISO 9000 para la gestión de la calidad.
La serie de normas ISO 14000 sobre gestión ambiental incluye las siguientes normas:
- De sistemas de gestión ambiental (SGA): después. 
  - ISO 14001 Sistemas de gestión ambiental. Requisitos con orientación para su uso
  - ISO 14004 Sistemas de gestión ambiental. Directrices generales sobre principios, sistemas y técnicas de apoyo
  - ISO 14006 Sistemas de gestión ambiental. Directrices para la incorporación del ecodiseño
  - ISO 14011 Guía para las auditorías de sistemas de gestión de calidad o ambiental

- Etiquetas ecológicas y Declaraciones ambientales de producto
  - ISO 14020 Etiquetas ecológicas y declaraciones ambientales. Principios generales
  - ISO 14021 Etiquetas ecológicas y declaraciones medioambientales. Autodeclaraciones medioambientales (Etiquetado ecológico Tipo II)
  - ISO 14024 Etiquetas ecológicas y declaraciones medioambientales. Etiquetado ecológico Tipo I. Principios generales y procedimientos
  - ISO 14025 Etiquetas y declaraciones ambientales. Declaraciones ambientales tipo III. Principios y procedimientos.

- Huellas ambientales:
  - ISO 14046:Gestión ambiental. Huella de agua. Principios, requisitos y directrices
  - ISO 14064-1:2006 Gases de efecto invernadero. Parte 1: Especificación con orientación, a nivel de las organizaciones, para la cuantificación y el informe de las emisiones y remociones de gases de efecto invernadero
  - ISO 14064-2:2006 Gases de efecto invernadero. Parte 2: Especificación con orientación, a nivel de proyecto, para la cuantificación, el seguimiento y el informe de la reducción de emisiones o el aumento en las remociones de gases de efecto invernadero
  - ISO 14064-3:2006 Gases de efecto invernadero. Parte 3: Especificación con orientación para la validación y verificación de declaraciones sobre gases de efecto invernadero
  - ISO 14065:2013 Gases de efecto invernadero. Requisitos para los organismos que realizan la validación y la verificación de gases de efecto invernadero, para su uso en acreditación u otras formas de reconocimiento

- Análisis de ciclo de vida
  - ISO 14040:Gestión ambiental - Evaluación del ciclo de vida - Principios y marco de referencia.
  - ISO 14044:Gestión ambiental - Análisis del ciclo de vida - Requisitos y directrices.
  - ISO/TR 14047 Gestión ambiental - Evaluación del impacto del ciclo de vida. Ejemplos de aplicación de ISO 14042.
  - ISO/TS 14048 Gestión ambiental - Evaluación del ciclo de vida. Formato de documentación de datos.
  - ISO/TR 14049 Gestión ambiental - Evaluación del ciclo de vida. Ejemplos de la aplicación de ISO 14041 a la definición de objetivo y alcance y análisis de inventario

- Horizontales:
  - ISO 14031:Gestión ambiental. Evaluación del rendimiento ambiental. Directrices
  - ISO/TR 14032:Gestión ambiental - Ejemplos de evaluación del rendimiento ambiental (ERA)
  - ISO 14050 Gestión ambiental - Vocabulario
  - ISO/TR 14062 Gestión ambiental - Integración de los aspectos ambientales en el diseño y desarrollo de los productos
  - ISO 14063 Comunicación ambiental - Directrices y ejemplos